# Яміни
Яміни (пол. Jaminy) — село в Польщі, у гміні Штабін Августівського повіту Підляського воєводства.
Населення — 170 осіб (2011).
У 1975-1998 роках село належало до Сувальського воєводства.

## Демографія
Демографічна структура станом на 31 березня 2011 року:
|          | Загалом | Допрацездатний вік | Працездатний вік | Постпрацездатний вік |
| -------- | ------- | ------------------ | ---------------- | -------------------- |
| Чоловіки | 86      | 15                 | 57               | 14                   |
| Жінки    | 84      | 16                 | 49               | 19                   |
| Разом    | 170     | 31                 | 106              | 33                   |